# هیروه ال آگوا
هیروه ال آگوا (به اسپانیایی: Hierve el Agua) یک منطقهٔ مسکونی در مکزیک است که در San Lorenzo Albarradas, Oaxaca, Mexico واقع شده‌است.